# Партија јединства
Партија јединства (мађ. Egységes Párt) је била националистичка и конзервативна а касније и фашистичка политичка странка у Мађарској. Ова странка се понекад звала и Владајућа странка у међуратном периоду. Партија је промовисала националистичку пропаганду и чланови ове партије су били веома блиски нацистичкој Партији среластог крста.